# Компас
 Тази статия е за инструмента.  За съзвездието вижте Компас (съзвездие).  
Магнитният компас е магнитен навигационен уред за ориентиране на местността, чрез определяне на посоките на света.
Компасът се състои от свободно въртяща се магнитна стрелка, която се ориентира в посока север-юг под влияние на земното магнитно поле. Единият край на стрелката сочи Северния магнитен полюс, който не съвпада със земния Северен географски полюс. Противоположният край сочи Южния магнитен полюс, който аналогично не съвпада с Южния полюс.
При някои видове компаси стрелката се намира в капсула, пълна с течност. Целта на течността е да успокоява стрелката, т.е. когато поставите компаса хоризонтално стрелката да се ориентира за възможно най-кратко време, от порядъка на 2 – 3 секунди.
В съчетание с други навигационни инструменти като хронометърът и секстантът компасът увеличил многократно точността на навигацията. Открит е от древните китайци.
Земното магнитно поле невинаги е било ориентирано по този начин и вероятно в бъдеще пак ще смени своята посока - тогава компасът ще показва посока, различаваща се от сегашния север. Компасът е бил изобретен и използван първо от китайската древна цивилизация.